# Lotta ai I Giochi giovanili dell'Asia dell'est
Le competizioni di lotta ai I Giochi giovanili dell'Asia dell'est si sono svolte dal 21 al 22 agosto 2023 ad Ulan Bator, in Mongolia

## Podi

### Ragazzi
| Evento | Oro                | Argento                 | Bronzo             |
| 48 kg  | Yamato Furusawa    | Uuganbayar Buyankhishig | Song Mingjie       |
| 51 kg  | Yamato Ogawa       | Liu Jianhao             | Myervyet Amarbyek  |
| 55 kg  | Ariya Yoshida      | Wang Chengtao           | Bak Inseong        |
| 60 kg  | Akito Maehara      | Davaadorj Ariunbold     | Park Gyutae        |
| 65 kg  | Keywan Gharehdaghi | Altangerel Ankh-Erdene  | Kim Juyoung        |
| 80 kg  | Natsura Okazawa    | Lee Kangyoon            | Enkhbat Byambadorj |

### Ragazze
| Evento | Oro            | Argento         | Bronzo                    |
| 43 kg  | Mona Ezaka     | An Xiuling      | Erdenetogtokh Davaadulam  |
| 46 kg  | Natsumi Masuda | Lu Meilan       | Khulan Boldbaatar         |
| 49 kg  | Zhang Yu       | Rinka Ogawa     | Chuluun-Erdene Battogtogh |
| 53 kg  | Sakura Onishi  | Zhang Jin       | Tseng Yi-Hsuan            |
| 57 kg  | Sowaka Uchida  | Zhu Yifan       | Min Yeojin                |
| 65 kg  | Han Shuang     | Chisato Yoshida | Li Yen-yi                 |